# Pettenbach
Pettenbach
osztrák mezőváros Felső-Ausztria Kirchdorf an der Krems-i járásában. 2019 januárjában 5111 lakosa volt. 

## Elhelyezkedése

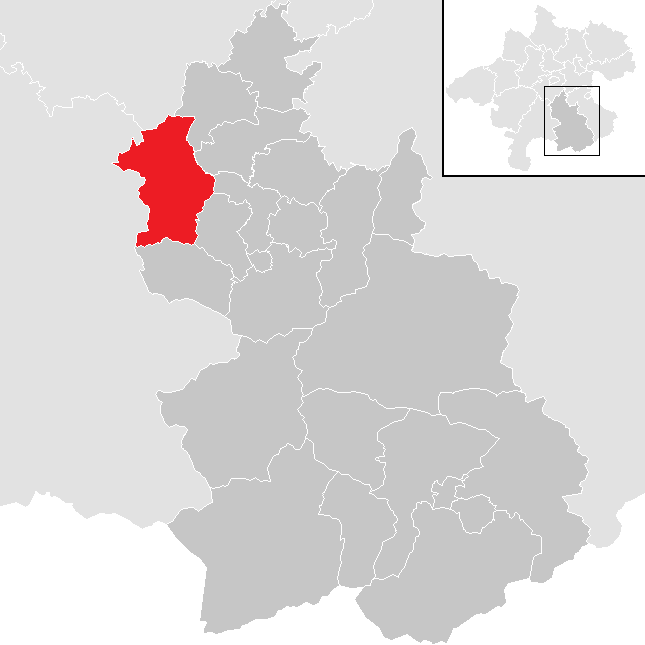
Pettenbach a Kirchdorf an der Krems-i járásban

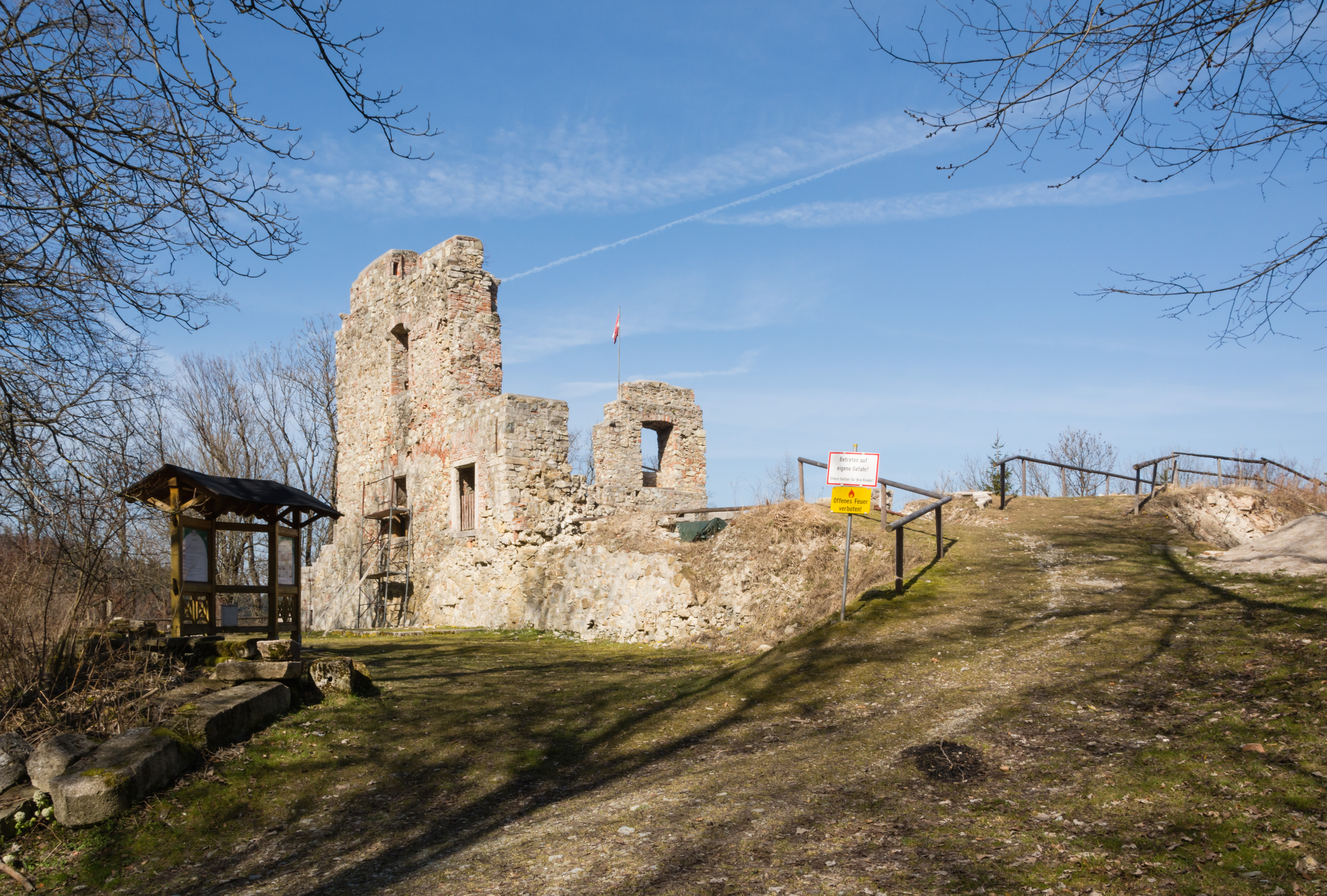
Seisenburg várámak romjai

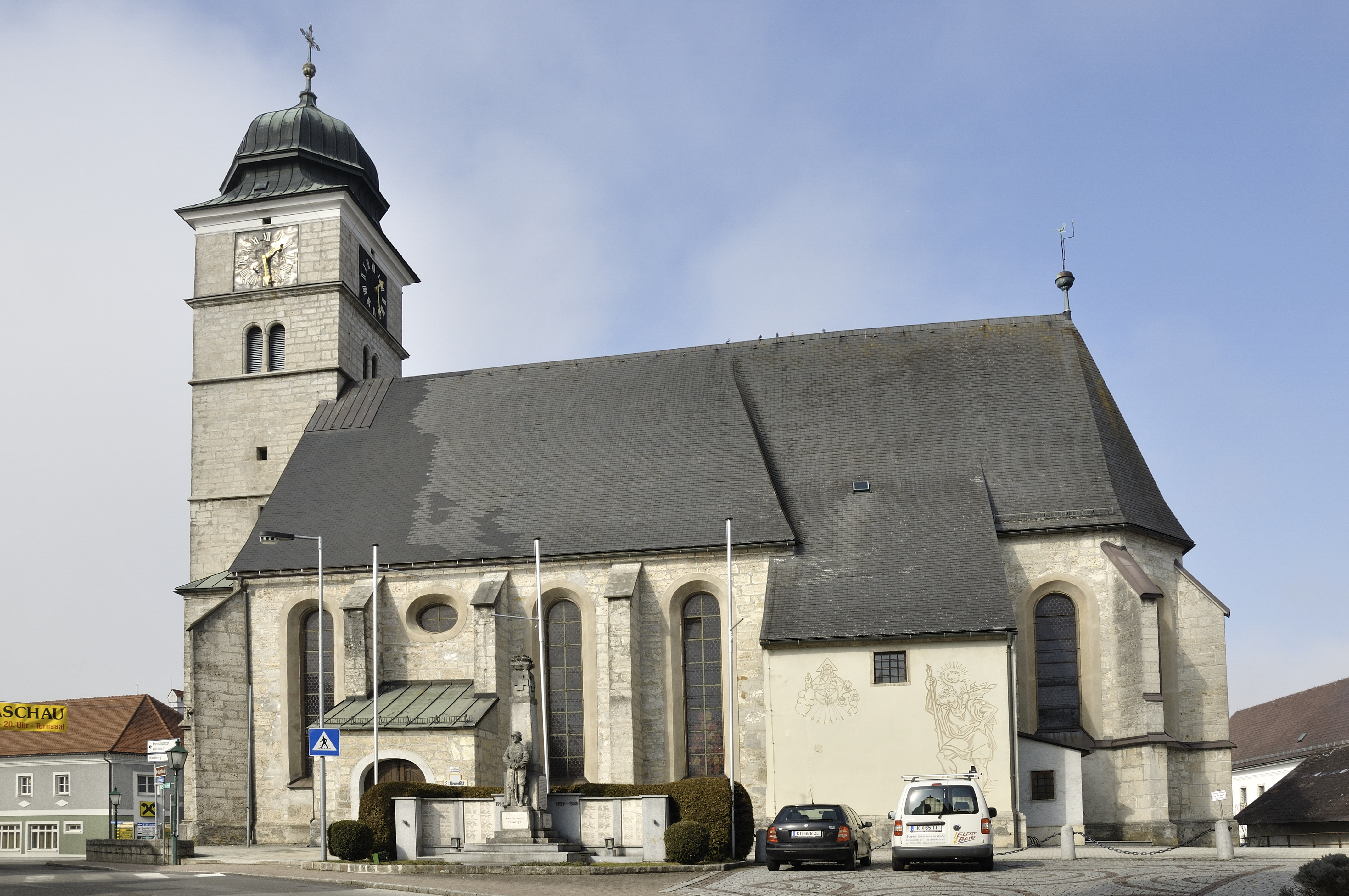
A Szt. Benedek-plébániatemplom

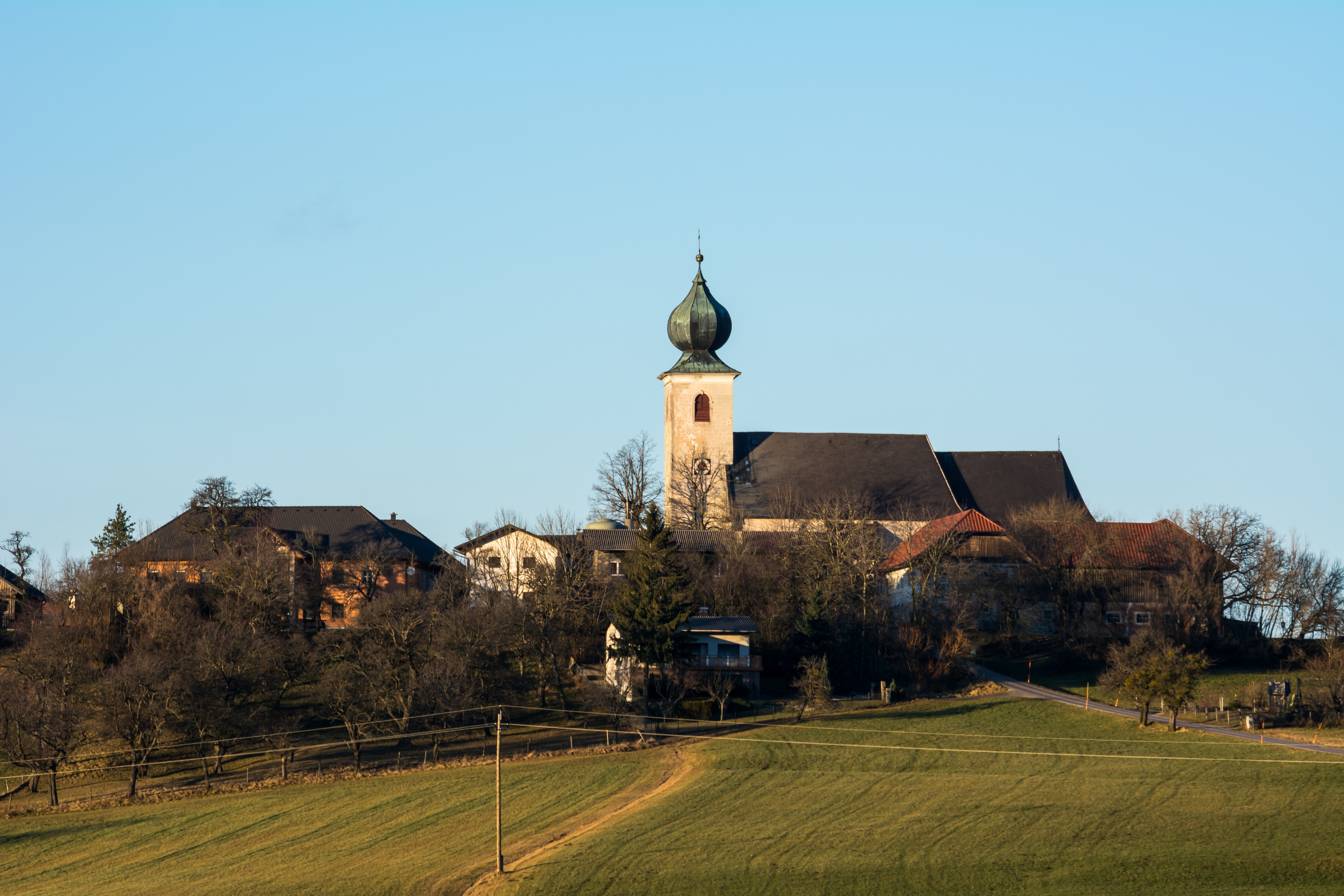
A Mária Magdolna-kegytemplom

Pettenbach Felső-Ausztria Traunviertel régiójában fekszik. Legmagasabb pontja a Pernecker Kogel (1080 m). Területének 15,7%-a erdő és 73,7% áll mezőgazdasági művelés alatt. Az önkormányzat 10 településrészt, illetve falut egyesít: Dürndorf (860 lakos 2019-ben), Etzelsdorf (337), Gundendorf (186), Hammersdorf (311), Lungendorf (366), Magdalenaberg (207), Mitterndorf (840), Pettenbach (1521), Pratsdorf (548) és Steinfelden (127). 
A környező önkormányzatok: északkeletre Ried im Traunkreis, keletre Wartberg an der Krems és Schlierbach, délkeletre Inzersdorf im Kremstal, délre Steinbach am Ziehberg, délnyugatra Scharnstein, északnyugatra Vorchdorf, északra Eberstalzell.

## Története
Pettenbach első említése 777-ből származik, ekkor a kremsmünsteri apátság birtoka volt. 1236-ban említenek egy bizonyos Heinricus de Petempah lovagot, aki valószínűleg a falu hűbérura volt. Később Hertel von Pettenbach megölte a polheimi Rudolf den Dornt. Hertel után a nemesi udvarházat feltehetően elhagyták és romba dőlt, mert 1431-ben V. Albert herceg engedélyezte a helyén egy kápolna építését. 1469-ban Ulrich Hassendorfer volt a falu ura, 1520-ban Pettenbach a Kirchbergek seisenburgi uradalmához került. 1605-ben Achaz Fenzl szerezte meg az uradalmat, melyet 1615-ben lánya, Felizitas Fenzl örökölt, házassága révén pedig a Wagrain család birtokába került.  
A napóleoni háborúk során több alkalommal megszállták. 1918-tól Felső-Ausztria tartomány része. Miután a Német Birodalom 1938-ban annektálta Ausztriát, az Oberdonaui gauba osztották be, majd a második világháború után visszakerült Felső-Ausztriához.     

## Lakosság
A pettenbachi önkormányzat területén 2019 januárjában 5111 fő élt. A lakosságszám 1961 óta gyarapodó tendenciát mutat. 2017-ben a helybeliek 92,1%-a volt osztrák állampolgár; a külföldiek közül 1,2% a régi (2004 előtti), 2,8% az új EU-tagállamokból érkezett. 3% a volt Jugoszlávia (Szlovénia és Horvátország nélkül) vagy Törökország, 1,1% egyéb országok polgára volt. 2001-ben a lakosok 87%-a római katolikusnak, 1,9% evangélikusnak, 5,4% mohamedánnak, 3,7% pedig felekezeten kívülinek vallotta magát. Ugyanekkor 6 magyar élt a mezővárosban; a legnagyobb nemzetiségi csoportokat a német (91,8%) mellett a törökök (4%) és a horvátok (2,6%) alkották.
A lakosság számának változása:

| 2016 | 5 181 |
| 2018 | 5 272 |

## Látnivalók
- Seisenburg várának romjai
- a késő gótikus Szt. Benedek-plébániatemplom 1484-ben épült
- a magdalenabergi Mária Magdolna-kegytemplom
- a Szt. Leonhard-templom
- a Bartlhaus, benne a helytörténeti múzeummal
- a 16-17. századi Lindinger fogadó

## Fordítás
- Ez a szócikk részben vagy egészben  a   Pettenbach (Oberösterreich) című német Wikipédia-szócikk ezen változatának fordításán alapul.  Az eredeti cikk szerkesztőit annak laptörténete sorolja fel. Ez a jelzés csupán a megfogalmazás eredetét és a szerzői jogokat jelzi, nem szolgál a cikkben szereplő információk forrásmegjelöléseként.